# Миндиашвили, Арчил
Арчил Миндиашвили (груз. არჩილ მინდიაშვილი, 1 марта 1951, Тбилиси — 2 апреля 2020) — грузинский советский архитектор. Автор проекта храма Цминда Самеба в Тбилиси. Заслуженный архитектор Грузии.

## Биография
В 1973 году окончил архитектурный факультет Тбилисского политехнического института. Работал в проектных институтах «Saqsoplmshensaxproeqti» (1973—1976) и «Sakkalakmshensakhproekti» (1977—1991). С 1991 года — главный архитектор Центра церковной архитектуры Грузинского Патриархата.
Победил в конкурсе проектов возведения Тбилисского Свято-Троицкого собора (Цминда Самеба, 1989—1990), главный архитектор комплекса Свято-Троицкого собора (1995) и возглавил творческое объединение «Собор» (с 1998 г.). Реализованы также проекты: церковь пророка Ильи Фесвитянина и колокольня (в комплексе Свято-Троицкого собора, 1998), новая грузинская церковь Святой Тамары в Париже (2008—2009), Собор Пресвятой Богородицы в Зугдиди (строительство началось в 2009 году) и др.
Награждён церковными и государственными наградами, Орденом Святого Георгия и Орденом Чести.